# Ovid (Michigan)
Ovid est une ville du comté de Clinton, dans l'État du Michigan, aux États-Unis. En 2020, sa population était de 1 481 habitants.